# 遺書 白い少女
『遺書 白い少女』（いしょ しろいしょうじょ）は1976年公開の日本映画（松竹・サンミュージック提携作品）。落合恵子の同名小説の映画化。中村登監督。
桜田淳子の映画（単独）主演第二回作品。相手役は、当時『俺たちの旅』（日本テレビ）のオメダ役でブレイク中だった田中健。松竹は、桜田と田中を松竹のフレッシュコンビとして東宝の山口百恵・三浦友和コンビに対抗したが、二人の再共演は実現しなかった。また、無名時代の大場久美子が出演している。

## キャスト
- 中原亜砂子：桜田淳子
- 二宮峯雄：田中健
- 中原美加：市原悦子
- 土屋医師：長門裕之
- 野田婦長：吉行和子
- 二宮康明：木村功
- マコト：荒木康一郎
- マコト母：田島令子
- 髪の長い少女：大場久美子

## スタッフ
- 監督：中村登
- 製作：樋口清
- 企画：相澤秀禎
- 脚本：八木保太郎
- 音楽：森田公一
- 撮影：竹村博

## 主題歌
- 桜田淳子 「白い少女のバラード」（ビクター音楽産業）　作詞：阿久悠／作曲：森田公一／編曲:竜崎孝路
- A面は1976年のヒットシングル「夏にご用心」

## サントラ盤
- 桜田淳子 「白い少女のバラード/松竹映画「遺書・白い少女」オリジナル・サウンドトラック盤」（ビクター音楽産業）

## 製作

### 製作発表会見
1976年2月6日、日比谷公園内の松本楼で製作発表会見があり、桜田淳子、中村登監督、相澤秀禎サンミュージック社長が出席。出演は桜田以外は市原悦子、内藤武敏、吉行和子の出演を予定し、桜田に相手役となる峯雄役については近日発表と説明があった。桜田は「この映画は『スプーン一杯の幸せ』に続くもので、映画の演技は本当に分かっていないが、中村先生にシゴいて頂いて多くの方に感動を起こす仕事がしたいです」などと、中村監督は「二年ぶりに大船スタジオで仕事をすることになった。私の年令で17才の少女の物語を作るのはいささかテレくさいが、ヒロインの性格をキメ細かく描きたいと思います。単なる少女の純愛ものではなくしっかりしたものにしたい」などと述べた。遅刻してきた落合恵子は自作の発想について語った。この会見では1976年2月16日にクランクイン。ロケは主に軽井沢で、同年3月19日クランクアップ予定と発表された。

## ロケ地
- 都内、軽井沢、浅間山、グアム島。

## 同時上映
- 凍河
  - 主演：中村雅俊・監督：斎藤耕一